# Sam Richardson (lekkoatleta)
Sam Richardson, wł. Samuel Cromwell Richardson (ur. 17 listopada 1917 w Toronto, zm. w 1989) – kanadyjski lekkoatleta, specjalista skoku w dal i trójskoku, zwycięzca igrzysk Imperium Brytyjskiego w 1934.
Zwyciężył w skoku w dal (wyprzedzając Johanna Luckhoffa ze Związku Południowej Afryki oraz Jacka Metcalfe’a z Australii) oraz zdobył srebrny medal w trójskoku (za Metcalfe’em, a przed Haroldem Brainsbym z Nowej Zelandii) na igrzyskach Imperium Brytyjskiego w 1934 w Londynie.
Zajął 5. miejsce w sztafecie 4 × 100 metrów, 14. miejsce w skoku w dal i 20. miejsce w trójskoku na igrzyskach olimpijskich w 1936 w Berlinie.
Był mistrzem Kanady w skoku w dal w 1935 i 1936 oraz w trójskoku w latach 1934–1936, a także brązowym medalistą w biegu na 100 jardów w 1940.
Był rekordzistą Kanady w skoku w dal (7,594 m, uzyskany 9 sierpnia 1935 w Hamilton) i w trójskoku (14,81 m, uzyskany 28 czerwca 1938 w Hamilton).